# Сенс життя

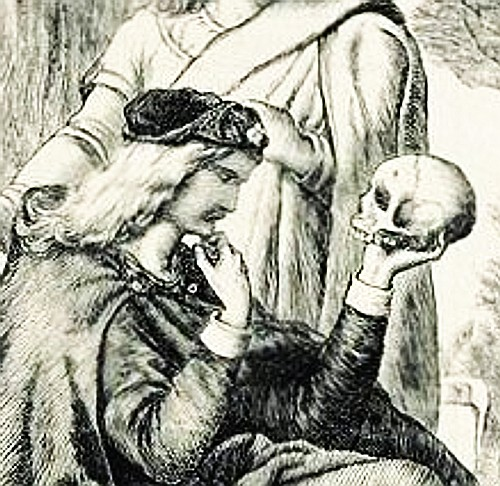
Гамлет тримає череп придворного блазня Йорика. Ця сцена широко асоціюється з реплікою героя"Бути чи не бути? Ось у чому питання! Бути чи не бути? Ось у чому прокляття життя "

Сенс життя, сенс буття — філософська та духовна проблема, що має відношення до визначення мети існування, призначення людства, людини як біологічного виду, одне з основних світоглядних понять, що має величезне значення для духовно-морального становлення особистості.
Питання про сенс життя також може розумітися як суб'єктивна оцінка прожитого життя та відповідності досягнутих результатів початковим намірам, як розуміння людиною змісту та спрямованості свого життя, свого місця у світі, як проблема впливу людини на навколишню дійсність та постановки людиною цілей, що виходять за рамки її життя. У цьому випадку мається на увазі необхідність знайти відповідь на питання:
- «У чому полягають життєві цінності?»;
- «Що є метою життя?» (Або найбільш спільною метою життя людини як такої, людини взагалі);
- «Навіщо (Для чого) мені жити?».

Питання про сенс життя — одна з традиційних проблем філософії, теології та художньої літератури, де воно розглядається переважно з точки зору визначення того, у чому полягає найгідніший людини сенс життя.
Уявлення про сенс життя складаються в процесі діяльності людей і залежать від їхнього соціального становища, змісту розв'язуваних проблем, способу життя, світорозуміння, конкретної історичної ситуації. У сприятливих умовах людина може бачити сенс свого життя у досягненні щастя і благополуччя; у ворожому середовищі існування життя може втратити для неї свою цінність і сенс.
Питання про сенс життя люди ставили і ставлять досі, висуваючи конкуруючі між собою гіпотези, філософські, теологічні та релігійні пояснення. Отримані відповіді на ці питання формували науку. У даний момент наука в змозі відповісти з певною часткою достовірності на конкретні запитання на кшталт «Як саме…?», «За яких умов…?», «Що буде, якщо…?». Ненауково поставлені запитання, типу «У чому (що є) мета (сенс) життя?», «Навіщо мені жити?» залишаються в рамках тільки філософії і теології. Біологічні основи виникнення подібних питань досліджуються в психології. (Див. також Суїцид). Окремо можна помітити, що в рамках психології запитання «Яка мета життя людини взагалі?» може бути вивчене (і вивчається), оскільки психологія оперує поняттями «мета», «людина» і «життя».

## Філософське бачення проблеми

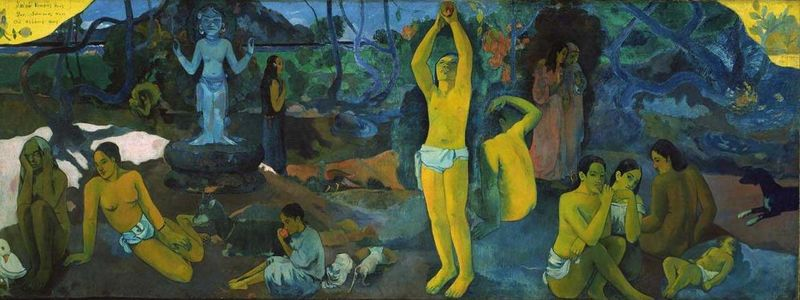
Інтерпретацію відповіді на питання про сенс життя у виконанні Поля Гогена можна побачити на його картині «Звідки ми прийшли? Хто ми? Куди ми йдемо?», закінченій у 1898

Поняття сенсу життя існує у будь-якій розвиненій світоглядній системі, виправдовуючи і витлумачуючи властиві цій системі моральні норми та цінності, демонструючи цілі, що виправдовують передбачувану ними діяльність.
Соціальний стан індивідів, груп, класів, їх потреби та інтереси, прагнення і очікування, принципи і норми поведінки визначають зміст масових уявлень про сенс життя, які при кожному суспільному ладі мають специфічний характер, хоча і виявляють відомі моменти повторюваності.
Піддаючи теоретичному аналізу масової свідомості уявлення про сенс життя, багато філософів виходили з визнання якоїсь незмінної «людської природи», конструюючи на цій основі якийсь ідеал людини, в досягненні якого і вбачався сенс життя, основне призначення людської діяльності.
Великі філософи — такі, як Сократ, Платон, Декарт, Спіноза, Діоген та багато інших — мали чіткі уявлення про те, яке життя «найкраще» (а, отже, й найбільш осмислене) і, як правило, асоціювали сенс життя з поняттям блага.

### Стародавні Греція та Рим
Давньогрецький філософ і вчений-енциклопедист Аристотель, наприклад, вважав, що метою всіх людських вчинків є щастя (eudaimonia), яке полягає у здійсненні сутності людини. Для людини, суть якої — душа, щастя полягає в мисленні і пізнанні. Духовна робота, таким чином, має перевагу над фізичною. Наукова діяльність та заняття мистецтвом — це так звані діаноетичні чесноти, які досягаються через підпорядкування пристрастей розуму.
Епікур та його послідовники проголошували метою людського життя отримання задоволення (гедонізм), яке розуміється не тільки як чуттєва насолода, а й як порятунок від фізичного болю, душевного неспокою, страждань, страху смерті. Ідеал — життя в «затишному місці», в тісному колі друзів, неучасть у державному житті, віддалене споглядання. Самі Боги, за Епікуром, — блаженні істоти, що не втручаються у справи земного світу.
Кініки (Антисфен, Діоген Синопський) — представники однієї з сократичних шкіл грецької філософії — вважали кінцевою метою прагнень людини доброчесність(щастя). За їх вченням, доброчесність полягає в умінні задовольнятися малим і уникати зла. Це вміння робить людину незалежною. Людина повинна стати незалежною від зовнішнього непостійного і непідвладного цьому світу, і прагнути до внутрішнього спокою. У той же час, незалежність людини, до якої кініки закликали, означала крайній індивідуалізм, заперечення культури, мистецтва, сім'ї, держави, майна, науки і громадських встановлень.
Згідно з вченням стоїків, метою людських прагнень має бути моральність, неможлива без правдивого пізнання. Душа людини безсмертна, а чеснота складається в житті людини у згоді з природою і світовим розумом (логосом). Життєвий ідеал стоїків — незворушність і спокій по відношенню до зовнішніх і внутрішніх дратівливих факторів.

### Ірраціоналізм

Артур Шопенгауер

Німецький філософ XIX століття Артур Шопенгауер визначив життя людини як прояв світової волі : людям здається, що вони вчиняють за власним бажанням, але насправді ними рухає чужа воля. Будучи несвідомою, світова воля абсолютно байдужа до своїх творінь — людей, які кинуті нею на свавілля випадково складних обставин. За Шопенгауером, життя — це пекло, в якому дурень женеться за насолодами і приходить до розчарування, а мудрець, навпаки, намагається уникати бід через самообмеження — мудра людина усвідомлює неминучість лиха, а тому вгамовує свої пристрасті і обмежує свої бажання. Життя людини, за Шопенгауером, — це постійна боротьба зі смертю, невпинне страждання, причому всі зусилля звільнитися від страждань призводять лише до того, що одне страждання замінюється іншим, тоді як задоволення основних життєвих потреб обертається тільки пересиченням і нудьгою.

### Екзистенціалізм
Проблемі вибору сенсу життя, зокрема, присвячені роботи філософів-екзистенціалістів XX століття — Альбера Камю («Міф про Сізіфа»), Жан-Поль Сартра («Нудота»), Мартіна Хайдеггера («Розмова на дорозі»), Карла Ясперса («Сенс і призначення історії»).
Предтеча екзистенціалізму, данський філософ XIX століття Серен К'єркегор стверджував, що життя сповнене абсурду і людина повинна створювати свої власні цінності в байдужому світі.
На думку філософа Мартіна Гайдеггера, люди були «вкинуті» в існування. Екзистенціалісти розглядають стан «вкинутості» в існування (existence) до і в контексті будь-яких інших концепцій чи ідей, якими люди володіють, або визначень самих себе, які вони створюють.
Як сказав Жан-Поль Сартр, «існування приходить до сутності», «людина насамперед існує, наштовхується на себе, відчуває себе у світі, а потім визначає себе. Немає жодної людської природи, оскільки немає ніякого Бога, щоб мати її задум» — отже, немає ніякої визначеної людської природи або первинної оцінки крім тієї, що людина привносить у світ; люди можуть бути оцінені або визначені за їхніми діями і вибором — «життя до того, як ми його проживемо, — ніщо, але це від вас залежить надати йому сенс».
Говорячи про сенс людського життя і смерті, Сартр писав: «Якщо ми повинні померти, то наше життя не має сенсу, бо його проблеми залишаються невирішеними і залишається невизначеним саме значення проблем… Усе, що існує народжене без причини, продовжується у слабкості і вмирає випадково… Абсурдно, що ми народилися, абсурдно, що помремо».

### Сучасний гуманізм
Доктрина гуманізму сформульована в «Маніфесті гуманізму» (Humanist Manifesto) і в «Громадянській декларації гуманізму» (A Secular Humanist Declaration).

### Нігілістські погляди

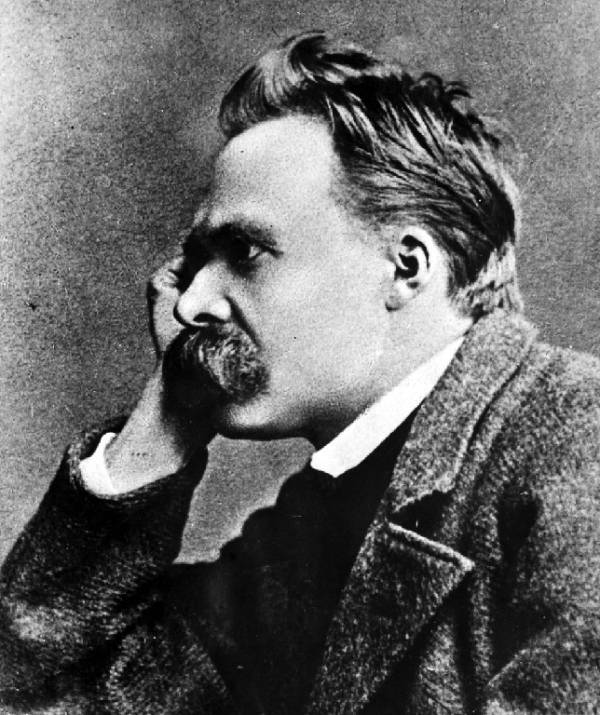
Фрідріх Ніцше

Фрідріх Ніцше характеризував нігілізм як спорожнення світу і особливо людського існування від змісту, мети, осяжної істини або істотної цінності. Термін «нігілізм» походить від лат. «nihil», що означає «нічого». Ніцше описував християнство як нігілістичну релігію, оскільки вона видаляє сенс із земного життя, зосереджуючись натомість на «потойбічному житті». Він також бачив нігілізм як природний результат ідеї «смерті Бога» і наполегливо стверджував, що ця ідея була тим, що повинно бути подолано, повертаючи сенс на Землю. Ф.Ніцше також вважав, що сенсом життя є підготовка Землі до появи надлюдини: «Людина — це линва, натягнута між мавпою і надлюдиною», — що має певні спільні риси з думкою трансгуманістів про постлюдину, людину майбутнього.
Мартін Гайдеггер описував нігілізм як стан в якому «…немає ніякого буття як такого…», і стверджував, що нігілізм спочивав на перетворенні буття в просте значення.
Нігілізм заперечує вимоги знання і правди, і досліджує сенс існування без пізнаваної істини. У ньому можна знайти силу і причину для прославлення в різних і унікальних областях людських відносин, які він досліджує. З нігілістичної точки зору, першоджерелом моральних цінностей є індивід, а не культура або інша раціональна або об'єктивна підстава.
Нігілізм, доведений до крайнього стану, перетворюється на прагматизм, заперечення того, що не корисне і нераціональне стосовно власного організму, що служить задоволенню основних потреб людини; у визнання того, що найкраще, що можна зробити в цьому житті — отримати від нього задоволення.

### Позитивістські погляди

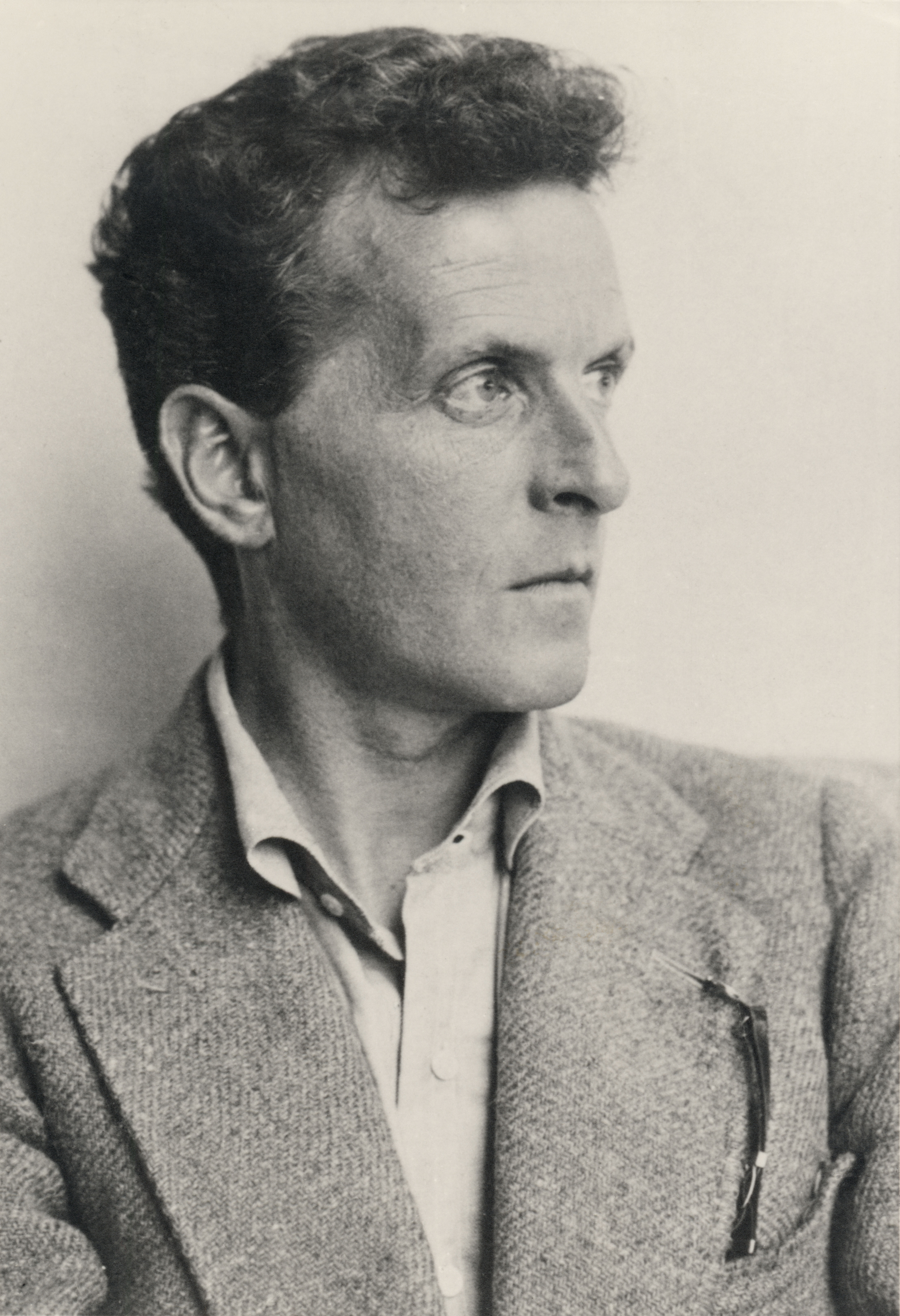
Людвіг Вітгенштейн

Що стосується сенсу життя, Людвіг Вітгенштейн та інші логічні позитивісти скажуть: виражене через мову, питання не має сенсу. Тому що «сенс X» це елементарний вираз (term), що «в» житті означає щось стосовно наслідків X, або важливості X, або щось, що має бути повідомлено про X. і т. д.. Тому коли «життя» використовується як «X» у виразі «сенс X», твердження стає рекурсивним і, отже, безглуздим.
Іншими словами, речі в особистому житті можуть мати сенс (важливість), але саме життя не має жодного сенсу відмінного від цих речей. У цьому контексті говориться, що чиєсь персональне життя має сенс (важливе для самої людини або інших) у формі подій, що трапляються протягом усього цього життя, і результатів цього життя в термінах досягнень, спадщини, сім'ї і т. д. Але говорити, що, власне, саме життя має сенс, означає неправильно застосовувати мову, тому що будь-яке зауваження про важливість або значення доречно лише «в» житті (для тих хто його живе), робить твердження помилковим. Мова може забезпечити осмислену відповідь тільки, якщо вона посилається на області «всередині» області життя. Але це неможливо коли питання виходить за межі області, в якій мова існує, порушуючи контекстні обмеження мови. Таким чином питання руйнується. І відповідь на неправильне питання є неправильною або неадекватною відповіддю.
Інші філософи, крім Вітгенштейна, зверталися до спроб відкрити, що є осмисленим в житті, вивчаючи притаманну йому свідомість. Але коли такі філософи намагалися знайти глобальне визначення «сенсу життя» для людства, їм не вдалося знайти узгодження з лінгвістичною моделлю Вітгенштейна.

### Російська філософія XIX–XX ст
Філософи російської імперії зосередили свою увагу на соціальному та філософсько-релігійному розумінні сенсу життя людини.

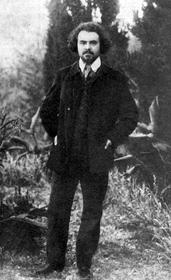

У філософії Франка С. Л. питання сенсу життя постає головною проблемою. Проблема сенсу життя яскраво розкрита у книзі «Сенс життя» 1925 року. Автор говорить, що сенс — це всеосяжне єднання людства, також служіння якійсь одній великій справі, одній спільній меті котра єднає загалом усіх. Тобто мета життя людини нести суспільне добро, разом виводити світ на новий рівень, іншими словами зробити рай на землі, а не навпаки — пекло, але на превеликий жаль людській сутності більш притаманно вибирати легший шлях, тому що кожен з нас певною мірою є егоїстом.
Релігійний акцент сенсу життя надає Бердяєв Микола Олександрович він стверджує, що саме релігія постає інструментом пізнання сенсу існування та життя особистості. В релігії знаходиться «гносис» (знання), яке направлене на пізнання таємниць народження та існування світу, життя і людини.

### Прагматичний підхід

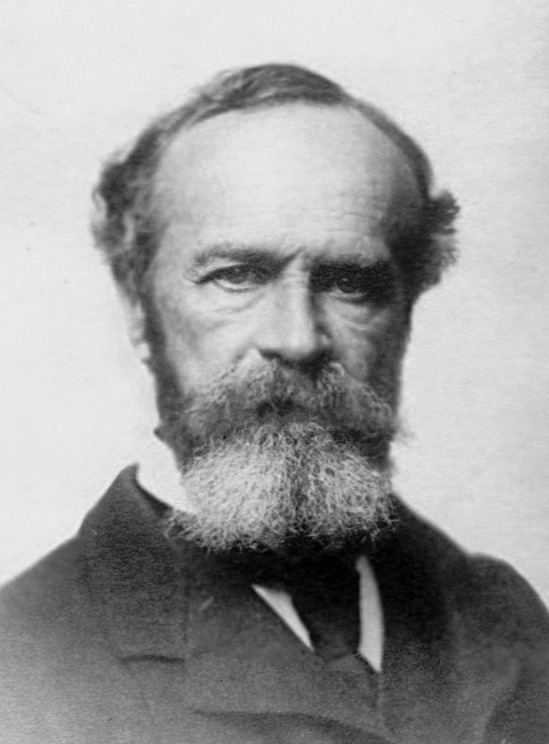
Вільям Джеймс

Філософи-прагматики вважають, що замість пошуків істини про життя ми повинні шукати корисне розуміння життя. Вільям Джеймс стверджував, що істина може бути створена, але не знайдена. Таким чином, сенс життя — це віра в ціль життя, яка не суперечить чиєму-небудь досвіду змістовного життя. Грубо кажучи, це могло б звучати як: «Сенсом життя є ті цілі, які змушують вас цінувати його». Для прагматика сенс життя, вашого життя, може бути відкритий тільки через досвід.
На практиці це означає, що для прагматиків, теоретичні вимоги повинні бути зав'язані на практиці верифікації, тобто необхідно вміти робити прогнози і перевіряти їх — і що, зрештою, потреби людства повинні направляти людські дослідження.

### Точка зору трансгуманізму
Трансгуманізм висуває гіпотезу, що людина повинна шукати поліпшення людської раси як цілого. Але він йде далі гуманізму, підкреслюючи, що людина також повинна активно вдосконалювати тіло, використовуючи технології, для того щоб подолати всі біологічні обмеження (смертність, фізичні вади та ін.) Спочатку це означало, що людина повинна стати кіборгом, але з появою біоінженерії відкриваються інші варіанти розвитку. Таким чином, основна мета трансгуманізму — це розвиток людини у так звану «постлюдину», спадкоємця людини розумної (Homo sapiens).

### Об'єктивна психологія
Згідно об'єктивної психології призначення життя людини на Землі - це розвиток початкової духовної енергії, вкладеної в неї природою. Як селянин сіє насіння і чекає врожаю, так і природа вкладає в людину елемент духу і чекає його розвитку, поповнення загальної духовної енергії, необхідної для майбутнього життя на Землі. Людина може розвинути дух тільки своїм розумом, творчою працею, створенням духовних цінностей, вихованням дітей як гармонійних особистостей, благодійністю і прагненням до абсолютних моральних принципів, що зв'язують людину з закономірним початком природи.

## Соціальна психологія
Сенс життя конституюється особою на основі її персоніфікованих інтересів, запитів, домагань та намірів і пов’язаний з перцепціями, емоціями та розумінням особистістю всеосяжного світоустрою й осмисленням її власної мети-місії у цій буттєвій універсальності. Він є іманентною соціокультурною дійсністю феномена людини, постає сутнісним, фундаментальним атрибутом суб’єкта життєактивності, котрий свідомо та цілеспрямовано вибудовує свій життєвий шлях і реалізує власне покликання.
Сенс життя окремої особистості – це її духовний орієнтир, який є формою осягнення людського призначення, а його усвідомлення передбачає вільний вибір особою активної позиції, форм, методів, засобів її самоздійснення і конструювання зрілих (здорових) взаємин з дійсністю. Необхідною умовою у визначенні сенсовності людського існування є свобода як форма самодетермінації чи повномірної активізації особистістю власного потенціалу-ресурсу на шляху до самовдосконалення. Загальна значущість людського життя передбачає зв’язок індивідуального сенсу з універсальним смислом, що постає визначальним критерієм-мірилом персонального долучення до дійсності, з урахуванням стратегій і принципів буття в цілому. 
- Франкл Віктор, К. Г. Юнг, А. Адлер

## Релігійні підходи та теорії
Більшість релігій охоплюють і висловлюють певні поняття про сенс життя, пропонуючи метафізичні причини для пояснення того, чому існують люди і всі інші організми. Можливо, фундаментальне визначення релігійної віри — це переконання в тому, що життя служить «вищій, божественній меті».

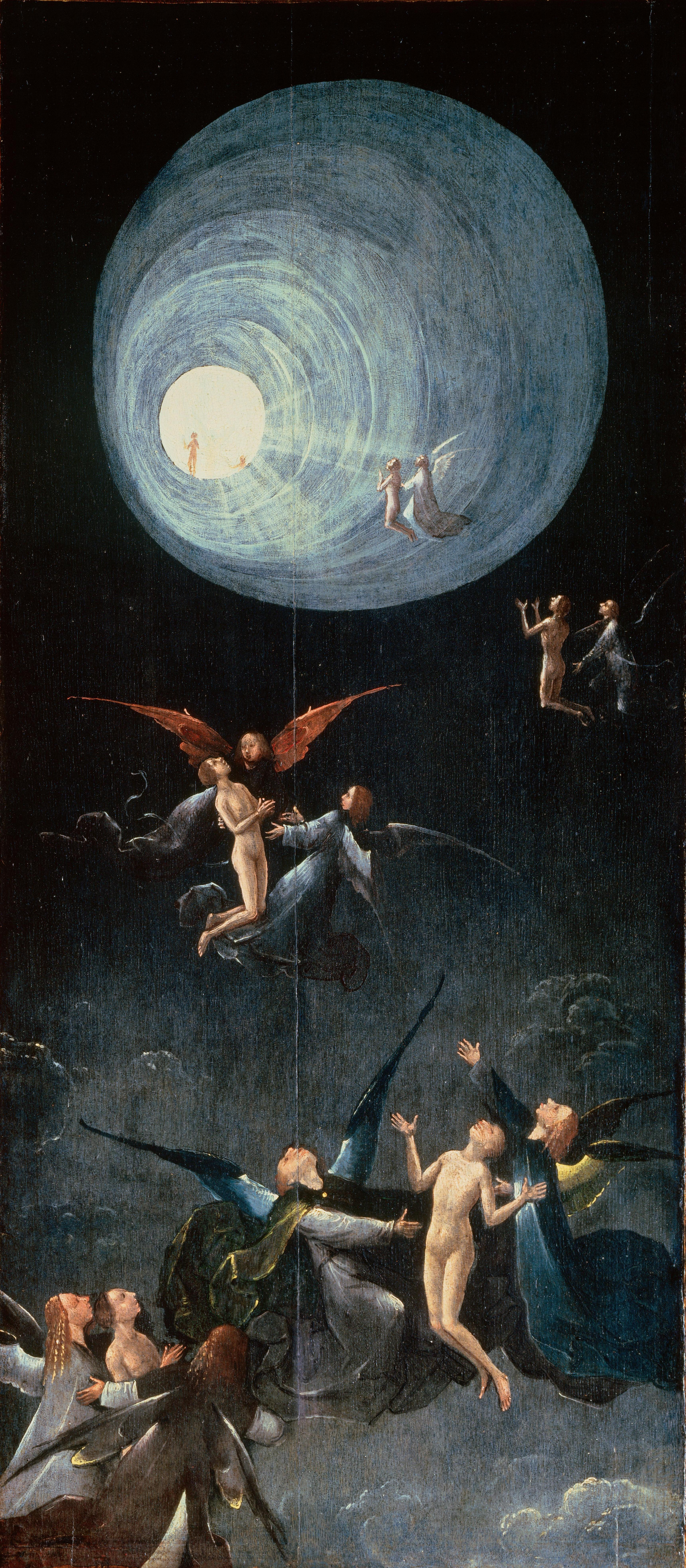
Ієронім Босх, «Вознесіння праведників»

Часто передбачається, що релігія — це відповідь на людську потребу перестати відчувати стан розгубленості або страх смерті (і супутнє бажання не вмирати). Визначаючи світ за межами життя (духовний світ), ці потреби «задовольняються», забезпечуючи зміст, мету і надію для наших (в іншому випадку безглуздих, безцільних і кінцевих) життів.
Більшість людей, хто вірить в персоніфікованого бога, могли б погодитися, що, саме бог є той, «в якому ми живемо, рухаємося, існуємо» (цитата з давньогрецького поета Епіменід. Саме ці слова цитує апостол Павло проповідуючи афінянам — див Діян. 17:28). Переконання тут полягає в тому, що ми повинні шукати «вищу силу», яка додасть нашим життям глузд і забезпечить мету через «божественні настанови». Рішення повірити в таку владу називається «Крок віри» (англ. leap of faith) і, в дуже великому ступені, ця віра визначить сенс життя.

## Цитати
С.Л. Франк, «Сенс життя»:
 «Питання» про сенс життя "хвилює і дратує в глибині душі кожної людини. Людина може на якийсь час, і навіть на дуже довгий час, зовсім забути про нього, поринути з головою чи в буденні інтереси сьогоднішнього дня, в матеріальні турботи про збереження життя, про багатство, достатку і земних успіхи, або в будь-які надособисті пристрасті і «справи» — у політику, боротьбу партій тощо, — але життя вже так влаштоване, що зовсім і назавжди відмахнутися від нього не може і найтупіший, запливший жиром або духовно сплячий чоловік: непереборний факт наближення смерті і неминучих її провісників — старіння та хвороб, факт відмирання, скороминущого зникнення, занурення в безповоротне минуле всього нашого земного життя з усією ілюзорною значущістю її інтересів — цей факт є для будь-якої людини грізне і невідступне нагадування невирішеного, відкладеного в сторону питання про сенс життя. Це питання — не «теоретичне питання», не предмет дозвільної розумової гри; це питання є питання самого життя, він так само страшний — і, власне кажучи, ще набагато страшніший, ніж при тяжкій нужді питання про шматок хліба для заспокоєння голоду. Воістину, це є питання про хліб, який би наситив нас, і воду, яка вгамувала б нашу спрагу ". 
Ердле Сергій, "Філософський діамант":
"В ЖИТТІ в буквальному сенсі — СЕНСУ НЕМАЄ! Але якщо розглядати ЖИТТЯ як ГРУ, то сенс відразу з'являється, — тому що в грі присутні: інтерес, азарт, передчуття виграшу і майбутніх всіляких подій ". 
Дуглас Адамс, «Автостопом по галактиці»:
 "Св. Антвельм був за життя великим, всіма улюбленим королем. Одного разу йому на думку прийшло одне велике припущення: він припустив, що всі на світі хочуть, по суті, одного — щасливо жити, радіти сонцю і веселитися в приємній компанії. Всю свою скарбницю він заповів на проведення щорічного свята на славу свого Припущення — свята з рясним частуванням, танцями та веселими іграми на зразок «козаків-розбійників». Його Припущення настільки припало до душі народу, що лише за це його зарахували до лику святих. Більше того, ті, кого зарахували до лику святих ще раніше за те, що їх забили до смерті камінням, або за те, що вони все життя провисіли вниз головою в бочці з лайном, були позбавлені цього почесного звання — надто вже жалюгідними вони виглядали на тлі св. Антвельма ". 